# In Lieblicher Bläue / En el amable azul - Conversaciones con Miguel Eyquem
In Lieblicher Bläue / En el amable azul - Conversaciones con Miguel Eyquem es una película documental del realizador chileno Xhinno Leiva, estrenada en noviembre de 2020 en el ArqFilmFest – Arquitectura Film Festival. Es el segundo largometraje de Leiva como director.

## Sinopsis
A fines de los años 70, el entomólogo chileno Luis Peña Guzmán, pionero de la educación ambiental y eximio conservacionista  le encarga a su entrañable amigo, el arquitecto Miguel Eyquem Astorga, el diseño y construcción de su casa en el Portezuelo de Colina. Durante el proceso el edificio se transformó en el Instituto Juan Ignacio Molina. Eyquem era además de arquitecto, diseñador y piloto de aviones. Se sabía cuándo arribaba, pero no cuando partía o despegaba hacia las nubes a velocidades irreconocibles. Su trabajo se orientó en el aire, en la levedad, en la simultaneidad de los fenómenos invisibles del Universo. El documental narra la construcción de la Casa Peña, como se conoce este edificio. Jean Prouvé, uno de los más formidables constructores del siglo XX, sentenció alguna vez: Si vous connaissez Eyquem, interroguez-le. Este documental es una aproximación al λóγος (logos) de una obra. Es lo que llamaría ponerse en acto de reflexión en esa condición "specular" de pensarse a sí mismo, en la libertad de la pura presencia del espíritu. Lo que en las doctrinas filosóficas orientales llaman alcanzar el “Satori” (iluminación) a través del “Mu” (sin, vacío). Expone un modo de pensar que el filósofo Martin Heidegger llamó handwerck, y cómo ese modo de pensar proyecta la construcción de una Obra, visto a la luz de un poema de Fiedrich Hölderlin : In lieblicher bläue.

## Producción
El rodaje se inició a mediados de 2016 apoyado con financiamiento del Ministerio de las Culturas las Artes y el Patrimonio del Gobierno de Chile. Tuvo como locaciones la ciudad de Viña del Mar donde residía Eyquem y Colina en la Región Metropolitana donde se ubica el edificio. A esa fecha Eyquem contaba con 96 años, y se le puede ver dirigiendo las obras de reparación del edificio arriba de los andamios.